# 정혜옹주 (1490년)
정혜옹주(靜惠翁主, 1490년 4월 4일(음력 3월 6일) ~ 1507년 9월 22일(음력 8월 6일)는 조선의 옹주이다. 성종의 11녀이자 서10녀이며 생모는 귀인 정씨이다. 안양군과 봉안군의 친여동생이다.

## 생애

### 연산군 시절
정혜옹주의 생모인 귀인 정씨는 성종의 또다른 후궁인 귀인 엄씨와 함께 연산군의 모후 폐비 윤씨를 폐위시키는데 결정적인 역할을 하였다 하여, 1504년(연산군 10년) 음력 3월 20일 연산군에게 잔혹하게 살해당하였다. 이후 1주일 뒤인 음력 3월 27일 정혜옹주의 오빠 안양군은 충청도 제천에, 봉안군은 경기도 이천으로 유배를 갔으며, 정혜옹주 또한 황해도 백천으로 유배를 갔다. 당시 정혜옹주는 옹주의 작위를 박탈당하고 단지 "한기의 처"라는 이름으로 불렸다.

### 중종 반정 이후
이후 1506년(중종 원년) 연산군이 폐위되고 중종이 즉위하면서 생모 정씨와 정혜옹주 등의 작위가 회복되었다. 그러나 이듬해인 1507년(중종 2년) 음력 8월 6일 정혜옹주는 어린 나이로 사망하였다. 당시 정혜옹주가 사망하자 중종은 정사와 저자를 정지시키고, 연은전과 문소전에 친히 제사를 지내는 것 또한 중지하고 애도하였다. 정혜옹주는 자녀도 없었다.

## 가족
형조판서를 지낸 청주 한씨 한형윤의 아들 청평위 한기와 결혼하였다. 한기는 1504년(연산군 10년) 음력 11월 23일 연산군이 한기가 익명서를 투서하였다는 이유로 고문을 명령하였으나, 한차례 고문을 받은 한기는 자신은 나이가 어려 익명서를 투서할 수 없다고 변명하기도 하였다. 당시 한기의 나이는 불과 15세였다. 이후 한기는 경기도 안산(安山)으로 유배를 갔다가 중종 즉위 후 돌아왔으며, 정국공신 1등에 책록되었다. 한기는 1558년(명종 13년)에 사망하였다.

## 가족 관계
- 조부 : 덕종(德宗, 1438~1457)
- 조모 : 소혜왕후 한씨(昭惠王后 韓氏, 1437~1504)
  - 아버지 : 성종(成宗, 1457~1494)
- 외조부 : 정인석(鄭仁石, 1424~1504)
- 외조모 : 미상
  - 어머니 : 귀인 정씨(貴人 鄭氏, ?~1504)
    - 오빠 : 안양군 항(安陽君 㤚, 1480~1505)
    - 오빠 : 봉안군 봉(鳳安君 㦀, 1482~1505)

시가 청주 한씨(淸州 韓氏)
- 시아버지 : 한형윤(韓亨允, 1470 ~ 1532)
  - 남편 : 청평위 한기(淸平尉 韓紀, 1490 ~ 1558)